# Nêutron

O nêutron é composto de um quark u e dois quarks d.

Um nêutron (português brasileiro) ou neutrão (português europeu) é um bárion eletricamente neutro. Composto por dois quarks down e um quark up, forma o núcleo atômico juntamente com o próton e, uma vez fora deste, é instável e tem uma vida média de cerca de 15 minutos, emitindo um elétron e um antineutrino, convertendo-se em um próton.
Foi descoberto pelo físico inglês James Chadwick em 1932, que recebeu o Prêmio Nobel de Física em 1935 por essa descoberta.
Para saber a quantidade de nêutrons que um átomo possui, basta fazer a subtração entre o número de massa (A) e o número atómico (Z).

## História
Hoje sabemos que o nêutron não é uma partícula elementar, mas quando foi descoberto ele assim era considerado. Sabemos que partículas de mesma carga se repelem por causa da repulsão elétrica, desta forma não seria possível um núcleo atômico ser estável contendo apenas prótons, fazendo-se necessário uma partícula neutra que estivesse presente no núcleo dos átomos para dar essa estabilidade.
Cientistas passaram a buscar essa partícula neutra do núcleo. Por volta de 1920, Ernest Rutherford e também outros físicos sugeriam uma partícula eletricamente neutra formada por um próton e um elétron. Dessa maneira obteríamos uma carga nula, ou seja, é como se somássemos -1 e +1. Eles previam também uma massa muito próxima à do próton. Para essa nova partícula que foi prevista deram o nome de nêutron, no entanto essa teoria não deu muito certo: a mecânica quântica oferecia muitos argumentos que contrariavam essa suposição do nêutron, como por exemplo o Princípio da incerteza de Heisenberg. Esse princípio nos diz que a incerteza de uma medida é inevitável, ou seja, é impossível medir a velocidade de uma partícula e sua posição ao mesmo tempo sem que essa mesma partícula sofra influência do instrumento de medição.
Segundo este princípio, seria impossível que um elétron ficasse preso em um espaço tão pequeno quanto o núcleo atômico: o elétron possuiria uma velocidade tão grande que escaparia do núcleo. A ideia do nêutron foi muito boa pois com ele podemos explicar os isótopos de um elemento químico, além da estabilidade atômica. No entanto, por ser eletricamente neutro, o nêutron tornou-se extremamente difícil de se observar.
Em 1928, Walter Bothe e Herbert Becker, em uma experiência usando polônio como fonte de partícula alfa, observaram o nêutron sem se dar conta. Ambos observaram uma radiação neutra penetrante, mas pensaram ser raios X. Foi então que, em 1932, o físico James Chadwick refez uma experiência de Frédéric Joliot-Curie e Irène Joliot-Curie e percebeu que eles haviam observado uma versão neutra do próton. Três anos mais tarde recebeu o Prémio Nobel de Física.
Atualmente sabemos que o nêutron é necessário para a estabilidade de quase todos os núcleos atômicos (a única exceção é o hidrogênio), já que a força nuclear forte faz com que seja atraído por elétrons e prótons, mas não seja repelido por nenhum, como acontece com os prótons, que se atraem nuclearmente mas se repelem eletrostaticamente.

## Aplicações
Os nêutrons têm um amplo campo de aplicação. Na medicina são utilizados, por exemplo, para tratamentos e em diagnósticos. São utilizados também para a caracterização e determinação de materiais. Um exemplo prático é o uso dos nêutrons para a inspeção de cargas em aeroportos. Além da inspeção das cargas pode ser utilizado também para a determinação da composição do solo. Existem ainda, além de outras grandes quantidades de aplicações, os laboratórios de pesquisa que utilizam fontes de nêutrons. Todas essas aplicações produzem uma demanda por instrumentos de detecção e dosímetros para fontes de nêutrons. É válido lembrar que todo equipamento precisa de calibração para assegurar que seu funcionamento esteja de acordo com padrões pré-estabelecidos.

## Reatores de fissão como fonte de nêutrons

Esquema da fissão nuclear de num núcleo de urânio-235.

## Ativação gama como fonte de nêutrons

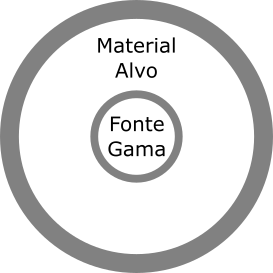
Exemplo do encapsulamento de uma fonte de nêutrons com ativação gama.